# Trutówka
Trutówka – pszczoła robotnica, u której następuje rozwój jajników. W przypadku, gdy występuje również składanie jaj, mówi się o trutówce fizjologicznej, w przeciwnym wypadku o trutówce anatomicznej.

## Trutówka fizjologiczna
Trutówki fizjologiczne pojawiają się w rodzinach pszczelich pozbawionych matki w ciągu ok. 22–30 dni (pszczoły ras europejskich). Czasami zdarza się występowanie trutówek fizjologicznych, gdy matka znajduje się w ulu, ale jest niepłodna lub stara.

## Trutówka anatomiczna
Trutówki anatomiczne to młode pszczoły robotnice, które wykształcają aktywne jajniki na skutek spożywania dużej ilości pokarmu białkowego. Nie składają one jaj, dopóki w rodzinie znajduje się matka. Dopiero po jej śmierci lub usunięciu przekształcają się w trutówki fizjologiczne i rozpoczynają składanie jaj. Z niezapłodnonych jaj rozwijają się trutnie.